# Avenida 80
La Avenida 80 o Avenida Ochenta, es una importante vía que recorre la ciudad de Medellín con direcciones norte y sur en su zona occidental y comunica las comunas de Robledo con Guayabal.

## Historia y trazado

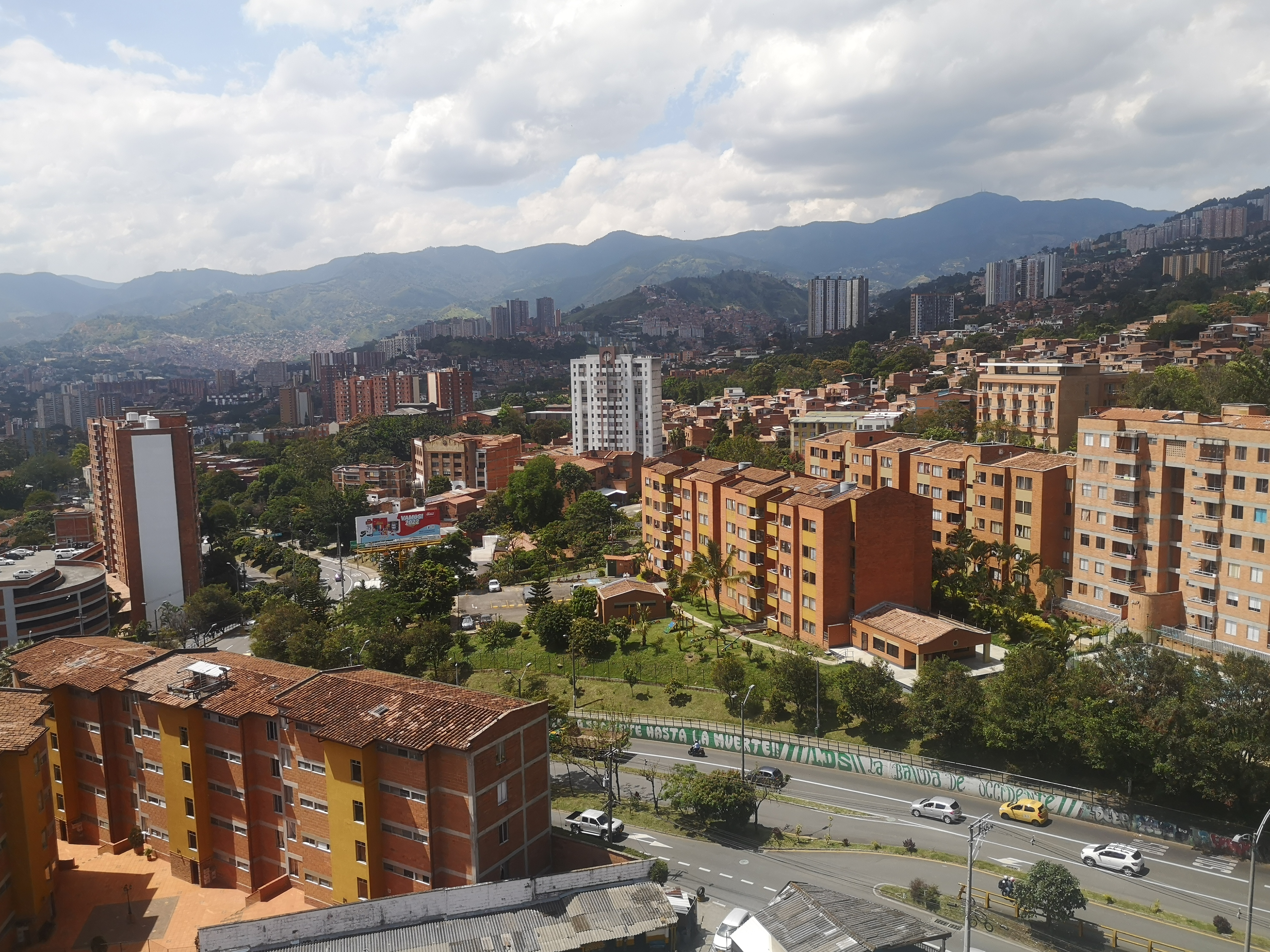
La vía en su paso por Robledo

La vía comienza en el noroccidente de la ciudad, en el barrio Palermo; continúa su recorrido pasando al lado de la Facultad Nacional de Minas y el Colegio Mayor de Antioquia. Luego de cruzar la quebrada La Iguaná se convierte en el límite occidental del barrio Los Colores, interseca con la Avenida Colombia, la Estación Floresta del Metro y la Avenida San Juan ya en el barrio La América. Sigue su rumbo pasando al lado del Éxito de Laureles y, cruzando la Avenida 33, se adentra en la comuna de Belén cruzando la Calle 30; y, más al sur, forma una curva a la altura del cementerio Campos de Paz y atraviesa la Carrera 65; luego genera otra curva más diagonal para intersecar a la Avenida Guayabal para posteriormente curvarse por última vez hacia el sur y desembocar en la Calle 12 Sur, en Guayabal, a unos 500 metros de la Estación Aguacatala.
Aunque se le conoce como Avenida 80, puesto que se refiere al número de la numeración de la carrera (la 80), en realidad, en gran parte de su recorrido está designada como Carrera 81, esto debido a que la vía va generando curvas haciendo que cambie su numenclatura.

## Transporte Público

### Línea O de Buses
Es un corredor de buses eléctricos que cuenta con 14 paradas, de las cuales 9 se encuentran ubicadas a lo largo de la avenida.
La línea entró en servicio el 30 de noviembre de 2019.
A futuro se espera que por la avenida transcurra la nueva línea E, llamada "Metro de la 80" que será un sistema tipo tren ligero que beneficiará a todas las zonas y barrios circundantes con la vía a través de un sistema moderno y eficiente.

## Sitios importantes en la vía
De norte a sur:
- Universidad Santo Tomás (Cercana)
- Facultad de Minas de la Universidad Nacional de Colombia
- Institución Universitaria Colegio Mayor de Antioquia (Cercano)
- Éxito de Robledo
- Estación Floresta
- Centro Comercial San Juan La 80
- Éxito de Laureles
- Parroquia de Santa Gema
- Centro Comercial Los Molinos (Cercano)
- Instituto San Carlos
- Clínica Las Américas
- Arkadia Centro Comercial
- Club El Rodeo
- Funeraria Campos de Paz
- Universidad de Antioquia sede de posgrado